# Marc Theis
Marc Theis (Luxemburg-Stad, 1953) is een Luxemburgs fotograaf en auteur.

## Leven en werk
Theis groeide op in Frankrijk en Dudelange. Hij studeerde fotografie aan de Lazi fotoschool (1971), grafiek (1972-1976) aan de academie in Stuttgart en grafisch design aan de Fachhochschule in Hannover (1977-1979). Hij werkte als fotograaf aan de Medizinische Hochschule Hannover (1976-1977) en op de publiciteitsafdeling van TUI (1979-1983). Sinds 1984 werkt hij als zelfstandig fotograaf en auteur. Op de internationale fotowedstrijd (1985-1986) van Nikon won hij een gouden medaille voor zijn foto Strandläufer. 
In 1994 werd Theis benoemd tot ridder in de Orde van Verdienste van het Groothertogdom Luxemburg. Hij publiceerde onder meer Artistes luxembourgeois d'aujourd'hui (1995), over hedendaagse Luxemburgse kunstenaars. Hij maakte onder andere foto's voor het kookboek Avec amour (2008) van Léa Linster en persfoto's, staatsieportretten en foto's voor een postzegelserie ter gelegenheid van de troonsbestijging van groothertog Henri van Luxemburg in 2000.

## Enkele publicaties
- 1993 D'Lëtzebuerger. Luxemburg: Édition Saint-Paul. ISBN 2-9599988-0-4. Met tekst van Gilbert Trausch.
- 1995 Artistes luxembourgeois d'aujourd'hui. Luxemburg/Hannover: Edition Marc Theis. ISBN 2-9599988-2-0 In samenwerking met Elisabeth Vermast.
- 2000 Luxembourg, Banks and Architecture. Luxemburg: Éditions Guy Binsfeld. ISBN 978-2879540900 Met tekst van Ina Nottrot.
- 2010 Scorpions Rock & Roll Forever, Hommage Verlag. ISBN 978-3868600742
- 2011 Lost in Time. Peperoni Books. ISBN 978-3941825284
- 2013 mobile beauties. Keulen: Ars Cracovia.[2]
- 2020 (in) progress. Kirchberg fotografisch dokumentiert.